# Heilige Geesthuis

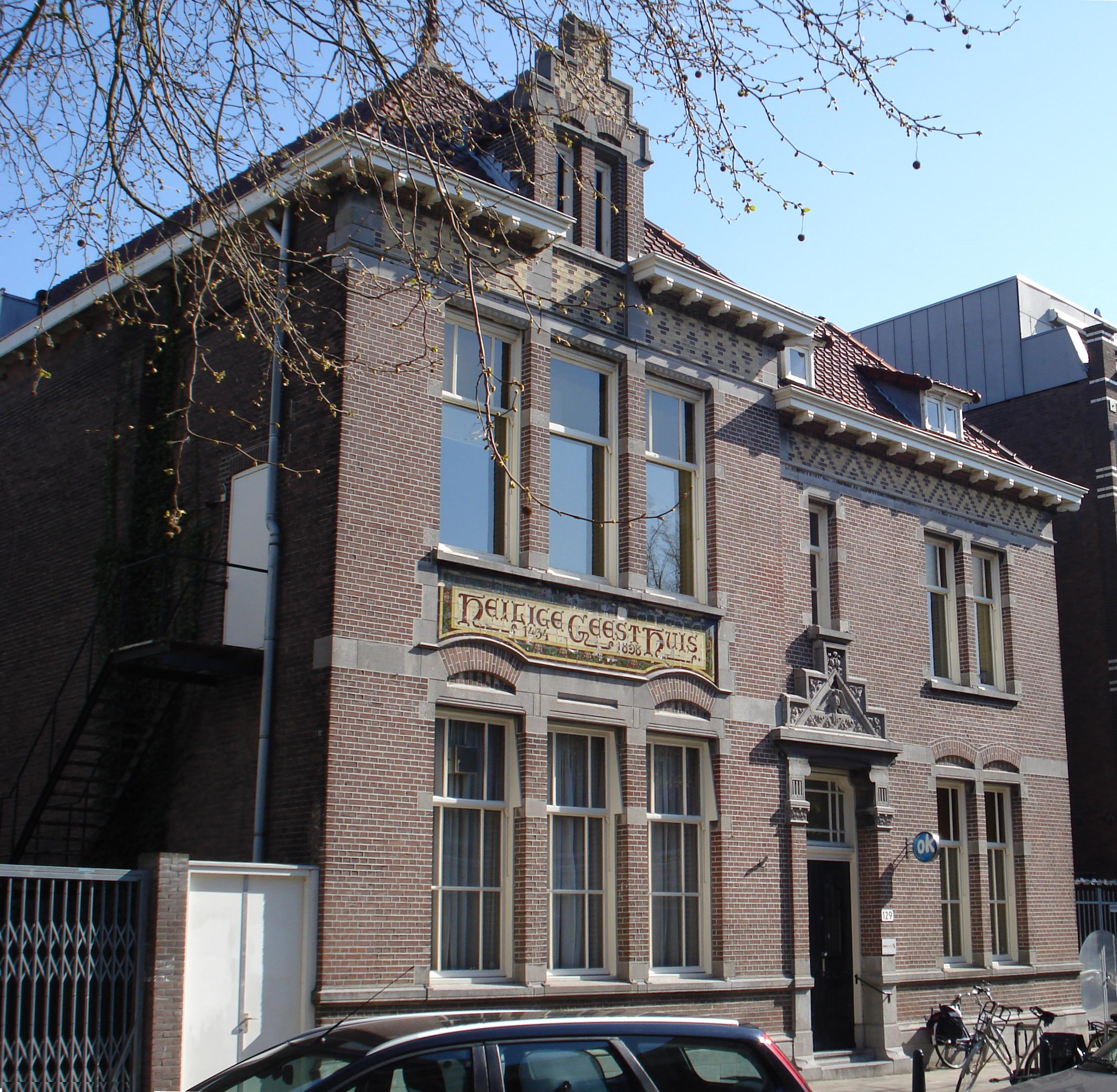
Voorgevel Heilige Geesthuis

Het Heilige Geesthuis is een bouwwerk in neoklassieke stijl aan de Gerard Scholtenstraat in het Oude Noorden in Rotterdam. Het in 1898 door de Rotterdamse architect Jan Verheul Dzn. gebouwde pand is speciaal ontworpen als verzorgingshuis voor oude mannen. Het is het vierde onderkomen van de liefdadigheidsinstelling Heilige Geesthuis sinds de oprichting ervan in de eerste helft van de 15e eeuw. 
Het Heilige Geesthuis was eeuwenlang bedoeld voor de verzorging van hulpbehoevende oudere Rotterdammers. In het gesticht was altijd plaats voor dertien mannen. In 1972 verlieten de laatste bewoners het pand omdat het niet langer voldeed aan de eisen van de tijd.
Het gebouw aan de Gerard Scholtenstraat is een  gemeentelijk monument. De stichting die er anno 2013 is gevestigd heeft de buitenkant vrijwel onveranderd gelaten. Ook de zolder zou nog in originele staat verkeren, net als het Delfts blauwe regententoilet.

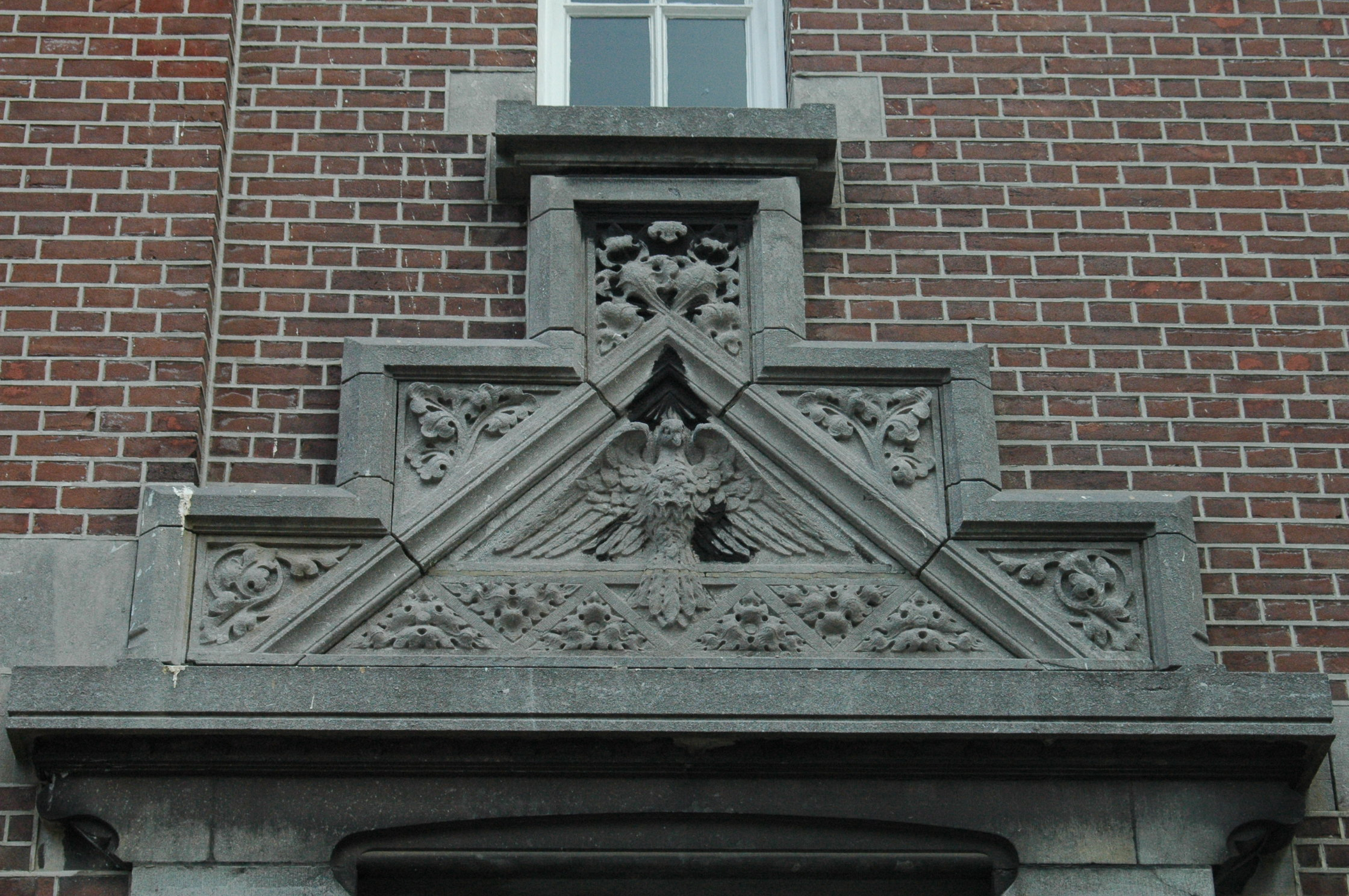
Een duif, symbool van de Heilige Geest, boven de ingang van het gebouw